# Espai urbà
Per a la geografia urbana, l'espai urbà és l'espai propi dels nuclis urbans o ciutats, definits prèviament per criteris numèrics (30.000 habitants al Japó; 20.000 a Holanda; 10.000 a Espanya o Suïssa; 5.000 a Bèlgica, Xile o Àustria; 2.500 als Estats Units o Tailàndia; 2.000 a Argentina, Portugal o França; 200 als països escandinaus) o criteris funcionals (que el sector econòmic dominant no sigui el primari, sinó el sector secundari - ciutat industrial - o els serveis - ciutat de serveis -, encara que existeixen fins i tot les anomenades agrociutats).
La definició d'espai periurbà comprèn l'espai entre els dos últims, sobretot després dels últims models de creixement urbà.
Els trets característics de l'espai urbà són la seva major població, la seva alta densitat de població, la seva extensió i la seva major dotació de tota classe d'infraestructures, però sobretot la particularitat de les funcions urbanes, especialment les econòmiques, concentrant l'activitat i l'ocupació en els sectors secundari i terciari, sent insignificant el primari. L'espai urbà, davant de la seva àrea d'influència, és emissor de serveis de tota classe (burocràtics, educatius, sanitaris, financers, culturals, d'oci) i productes d'alt valor afegit, mentre que atreu població i recursos d'altres tipus (mercaderies agrícoles i ramaderes, energia i productes primaris que no es poden produir en l'espai urbà). L'alt preu del sòl, resultat de l'alta demanda d'espai (per habitatges, locals comercials i tot tipus d'activitats econòmiques), la manca d'infraestructures homogènies a la ciutat i l'absència de cobrament d'impostos per al sòl adequats, reforça la densificació en alçada, tot i que això també és producte de la importància de la localització (que és irreproduïble).
L'espai rural, amb el pas del temps, ha adquirit comportaments urbans en la seva població, activitats i dotació d'infraestructures, diluint-se en certa manera les diferències amb l'urbà, com la satisfacció de les necessitats de serveis elementals.

## Megalòpolis i regions urbanes

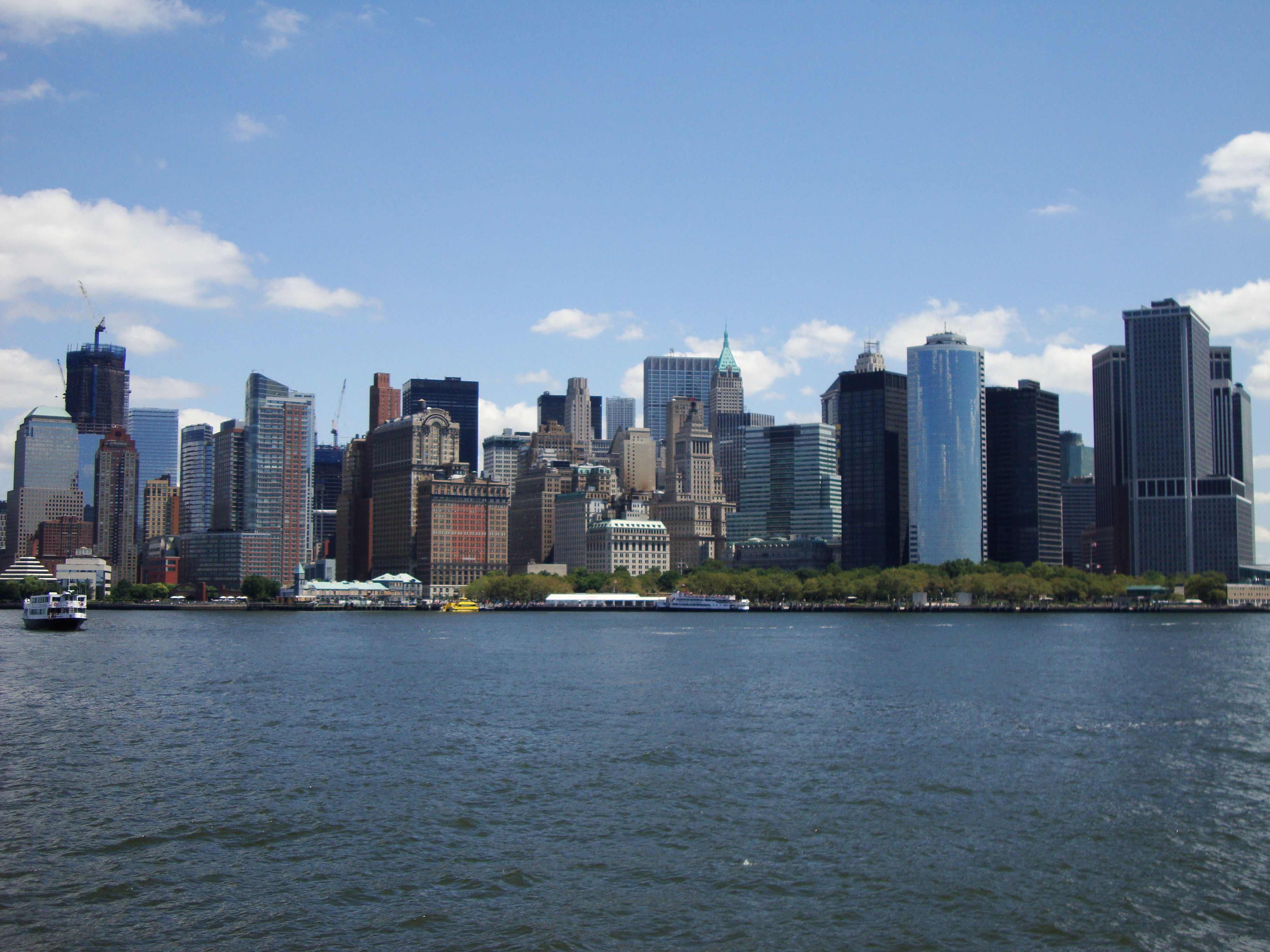
Skyline de Ciutat Moderna

Si bé un espai urbà estaria constituït per un nucli de població, independentment de la seva grandària, en el cas dels majors nuclis, aquest espai urbà sol sobrepassar els mateixos límits de la ciutat, conformant àrees metropolitanes compostes de diversos nuclis de població perifèrics agrupats entorn del central. En alguns casos, aquestes àrees urbanes arriben a comunicar diferents àrees metropolitanes independents, que acaben integrant-se en veritables megalòpolis, en el cas de grans ciutats, o simplement en regions urbanes de centenars de quilòmetres quadrats de superfície.
Hi ha múltiples termes que defineixen els espais urbans com ara: megalòpolis, metròpoli, megaciutat, entre d'altres. Els espais urbans van de la mà de la noció de ciutat "com a espai dens en experiències, memòries, i significats que es construeix juntament amb altres" (p. 381). La ciutat es construeix a partir de diferents maneres d'habitar. La ciutat no és una, sinó "múltiples ciutats que dialoguen entre si". Hi ha diverses maneres d'entendre la ciutat. La ciutat com la invenció de llocs és aquella ciutat que va conquistant i reformant llocs on a causa de l'exclusió hi ha pobresa, les famílies lluiten per subsistir. És una ciutat que es construeix a partir de la diferenciació, s'inventen espais a partir de "la condició de pobresa i vulnerabilitat." Una altra noció de la ciutat és la ciutat a partir de les memòries locals, que és una ciutat que tracta de recuperar les memòries i que lluita contra els atropellaments de la modernitat. La ciutat de les memòries és aquella on els habitants treballen per "la conservació, la recuperació, la reproducció" d'allò que va ser i que ja no és. També hi ha la ciutat de les sensibilitats, composta per "imatges, textures, colors, símbols". És la ciutat de les noves "expressions urbanes". "Es tracta d'una ciutat que ha anat a poc a poc devorant l'expectació, l'observació detinguda i el gaudi lent, en el seu lloc ha anat instal·lant la cosificació del consumidor, l'esterilització dels espais i la velocitat: que ha deixat pel camí el gust per l'alteritat "(p. 383).
La ciutat està en una constant transformació, i es pot recórrer de diferents maneres. García Canclini en el seu text "Els viatges metropolitans" proposa la noció de viatge com una manera de navegar l'espai, la qual cosa implica una reflexió. Veure la ciutat com un escenari permet veure la transformació de la megalòpolis a partir de l'espai. La megalòpolis és una ciutat que no es pot abastar, és la noció de "la ciutat-continent". El viatge ens facilita uns recursos per obtenir saviesa i conèixer a altres, ens porta a l'autoconeixement. Hi ha una distinció entre el viatge urbà i el viatge metropolità. El viatge metropolità és el viatge "que inclou la ciutat i les seves conurbacions", la seva essència consisteix en "el seu caràcter quotidià i la continuïtat espacial", és un viatge que forma part de la vida quotidiana de l'individu, "part de la vida normal". D'altra banda, el viatge al desconegut i extraordinari sempre implica nostàlgia. És un fet que les tecnologies han canviat la nostra noció d'espai i un dels desenvolupaments més importants per a la formació de la megalòpolis és el sorgiment dels mitjans de transport, en concret l'automòbil. Els nous mitjans de transport són essencials en el viatge metropolità: fomenten l'"expansió" de la metròpoli. En el món d'avui els mitjans de transport i sobretot l'automòbil s'han convertit en espais que vivim. "En viatjar-hi els habitants s'apropien de l'espai urbà, travessen zones que no coneixen sinó des de la distància i la fugacitat del vehicle que els trasllada" (p. 24). Una altra distinció important de la metròpoli és la integració del viatge audiovisual. Part de les conseqüències de la ciutat metropolitana és que no pot ser recorreguda per un flaneur (caminant que recorre la ciutat, que la construeix a partir del seu recorregut), ja que és una ciutat inabastable. Al final, l'autor ens proposa que mirem el viatge per la ciutat metropolitana com si fos un viatge a la ciutat. Llavors la idea del viatge i del recorregut és una pràctica social, i recórrer la ciutat implica: repensar la ciutat.

## Ciutat com a espai de múltiples intercanvis

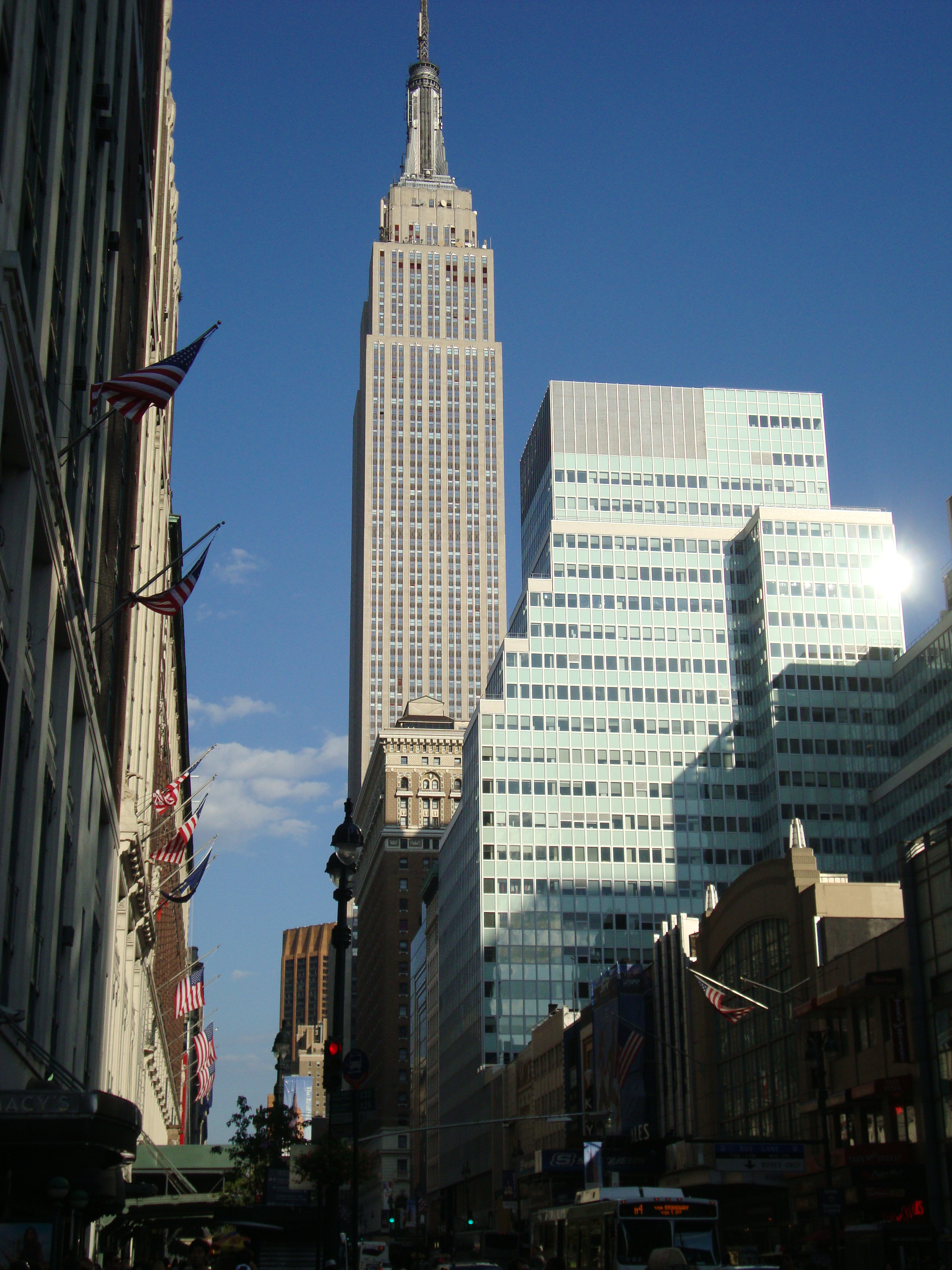
Manhattan, Edifici Empire State al fons

Hi ha diferents maneres de veure i de llegir la ciutat. Una de les idees més importants és la ciutat com a espai de múltiples intercanvis. Es pot proposar la ciutat com un espai cultural que agrupa diverses funcions: l'oficial i el recreatiu, el material i el simbòlic. Conté el llogaret, el temple, la plaça i el teatre, és un "locus de la memòria col·lectiva, espai del desig, de l'imaginari i l'escriptura". La ciutat representa el poder i la sacralitat, però més encara, "polaritza, emmagatzema i transmet la cultura". Curiosament, el llenguatge representa millor la cultura del que la ciutat la podria representar. D'altra banda, segons Henri Lefebvre la ciutat és la "projecció de la societat sobre un terreny, no només sobre l'espai sensible sinó sobre el pla específic percebut i concebut pel pensament, que determina la ciutat i l'urbà". A més, afegeix que "l'espai d'una ciutat es caracteritza per la seva simultaneïtat", està regida per una relació entre temps i espai.
Yolanda Izquierdo planteja la lectura de la ciutat com si la ciutat fos un text, construït per diverses condicions econòmiques, culturals i socials, on s'expressen diverses formes socials i mentals. Si partim de la noció de la ciutat com un text, llavors aquesta "té un llenguatge propi". Entre la lectura d'aquesta, podem trobar una relació "entre l'estructura urbana i la textual" en la qual podem associar amb un caminant caminant per la ciutat i un lector llegint un text. La ciutat no és únicament un sistema, sinó que està construïda per diversos sistemes interrelacionats: l'estructura fonamental que ocupa l'espai urbà, factors com la zonificació, ubicació, història i desenvolupament i infraestructura i finalment, la seva "poètica particular" que determinen les lectures d'aquesta ciutat. El que significa que l'estructura textual de la ciutat és com un "collage", que podem recórrer inesgotablement i que té un llenguatge únic. Com assenyala Roland Barthes: la ciutat li parla als seus habitants i ells li parlen a la ciutat.

## Lloc i no lloc
Per entendre la ciutat com a espai de diferenciació és important fer una distinció entre lloc i no lloc. Marc Augé presenta la diferència entre modernitat i sobremodernitat, lloc i no lloc, en el seu llibre "Dels llocs als no llocs". En la modernitat el passat encara té un paper important, és la sabata on es construeix el present, hi ha una vinculació amb el passat. La modernitat preserva totes les temporalitats del lloc, la modernitat d'ahir construeix la sobremodernitat d'avui. La sobremodernitat és productora d'espais on no hi ha passat, és productora de no-llocs on no s'integra el passat, és el continu present. Michel de Certeau i Merleau Ponty tenen la seva pròpia articulació. Segons De Certeau l'espai és "un lloc practicat, encreuament d'elements en moviment", per tant l'espai és un lloc viscut. Igualment, compara el lloc amb la part física i l'espai amb la coexistència entre els "caminants" i aquest lloc. D'altra banda, hi ha una distinció entre "espai geomètric" i "espai antropològic". L'espai antropològic és la manera en què un experimenta i es relaciona amb aquest espai, és la manera en què es viu. Marc Augé, en comptes d'utilitzar el terme espai, utilitza "lloc" perquè "espai" és un terme molt ampli i abstracte. La seva noció de "lloc" va de la mà amb la visió de Merleau Ponty d'"espai antropològic". El "no lloc" és l'espai que produeix la sobremodernitat per la "abundància d'esdeveniments", "la superabundància espacial" i la individualització. Segons Marc Augé les característiques del no lloc són les següents:
- Hi ha una coexistència entre lloc i no lloc, cap apareix d'una forma pura.
- Hi ha dues realitats importants per definir la diferència entre un "espai" i un "no lloc": la primera són els fins particulars i la segona les relacions dels individus en aquest lloc.
- La modernitat crea espais més orgànics perquè són històrics, a diferència dels "no llocs" de la sobremodernitat on desapareix el passat.
- En tot no lloc hi ha una relació de solitud i individualització. El no lloc es converteix en un espectacle.[5]

## Paisatge urbà
Hi ha diferents possibilitats de paisatge en el Planeta Terra, però el paisatge urbà "és un fenomen físic que es modifica permanentment a través de la història i paral·lelament amb el desenvolupament de la ciutat" (p. 33). El paisatge urbà en un context ambiental es refereix a la integració de la "ciutat-camp", és a dir la difusió entre el rural i l'urbà. L'apreciació global del paisatge urbà inclou en la seva proximitat l'apreciació de les àrees naturals com les llacunes, les muntanyes i els boscos, entre d'altres. A mesura que es va endinsant a la ciutat, més detallat passa a ser aquest paisatge urbà que des de la seva exterioritat ja es pot començar a estudiar. L'apreciació del paisatge urbà des de l'exterioritat, com ara des d'un avió, ens permet diferenciar les zonificacions, com s'organitza l'espai (barris, urbanitzacions, edificacions, etc.), les vies de trànsit i tota "la malla urbana". En fer l'estudi de l'espai urbà des del seu exterior es pot apreciar que els espais urbans estan envoltats d'elements naturals. L'ocupació dels espais urbans amb relació al Planeta és mínima, però la concentració màxima de la humanitat es troba en aquests espais. Un dels elements més importants en determinar la qualitat del paisatge urbà són els espais públics. Els elements arquitectònics que es troben en edificacions, parcs, places, tenen gran significació per a la "memòria urbana". Les condicions humanes i la segregació dels espais també és part del paisatge urbà. Les característiques que defineixen avui en dia els espais urbans són les transformacions a partir de "la rapidesa" i el seu "ritme" accelerat.

## Població urbana
La taxa d'urbanització és un índex demogràfic que expressa la relació percentual entre la població urbana —la població que habita una ciutat— i la població total d'un país o regió. Generalment, una xifra alta és indicació d'un nivell alt de desenvolupament. Des del naixement de les ciutats i al llarg de la història de la humanitat, la taxa d'urbanització ha estat petita, tot i tenir alts i baixos, segons el desenvolupament econòmic i social de les civilitzacions. Tanmateix, des de la Revolució Industrial se n'ha produït un creixement constant. El Fons de Població de les Nacions Unides (UNFPA) ha calculat que el 2008 la població rural va arribar al 50% del total (3.300 milions). És a partir d'aquest anys que la majoria de la població ja viu en ciutats.

## Factors qualitatius
El requisit indispensable per atorgar la condició de ciutat a un nucli habitat és a partir del reconeixement de determinades qualitats:
- Certes funcions administratives
- Que es tracti de la capital d'un municipi, província o cantó.
- Per la seva importància històrica
- Permet l'ocupació en indústries

## Factors quantitatius
A partir de l'aplicació de criteris estadístics:
- Mida de l'aglomerat
- Densitat de població
- Predomini d'activitats econòmiques no agropecuàries, sumat a la població total.